# Paravai
Paravai é uma panchayat (vila) no distrito de Madurai, no estado indiano de Tamil Nadu.

## Demografia
Segundo o censo de 2001,  Paravai  tinha uma população de 16,346 habitantes. Os indivíduos do sexo masculino constituem 51% da população e os do sexo feminino 49%. Paravai tem uma taxa de literacia de 73%, superior à média nacional de 59.5%: a literacia no sexo masculino é de 80% e no sexo feminino é de 65%. Em Paravai, 12% da população está abaixo dos 6 anos de idade.